# La Lande-sur-Eure
La Lande-sur-Eure é uma comuna francesa na região administrativa da Normandia, no departamento Orne. Estende-se por uma área de 15,78 km². Em 2010 a comuna tinha 169 habitantes (densidade: 10,7 hab./km²).